# Aurelia labiata
Aurelia labiata är en manetart som beskrevs av Adelbert von Chamisso och Karl Wilhelm Eysenhardt 1821. Aurelia labiata ingår i släktet Aurelia och familjen Ulmaridae. Inga underarter finns listade i Catalogue of Life.

## Bildgalleri

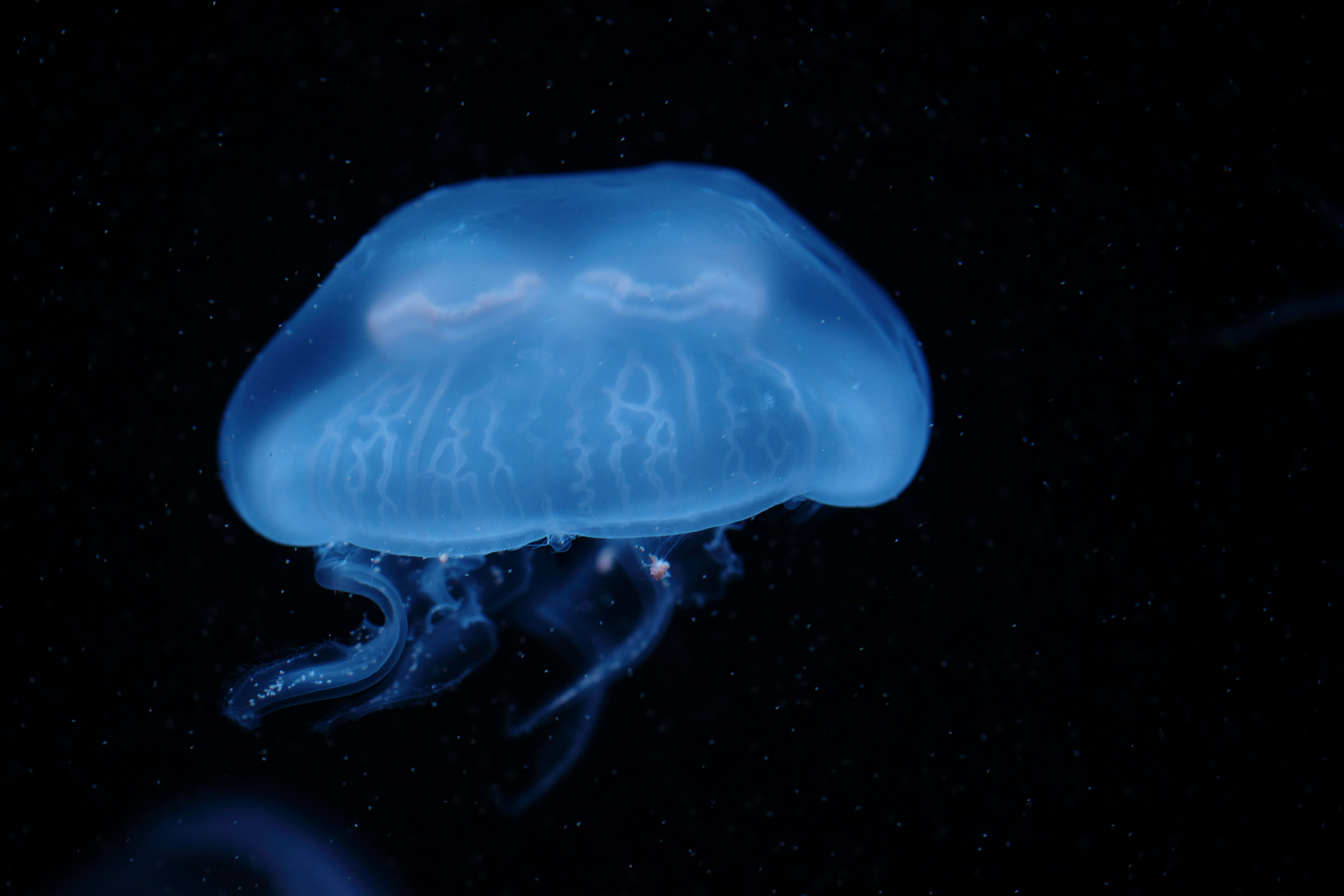